# Halowe Mistrzostwa Świata w Lekkoatletyce 2016 – sztafeta 4 × 400 m mężczyzn
Sztafeta 4 × 400 metrów mężczyzn – jedna z konkurencji biegowych rozgrywanych podczas halowych lekkoatletycznych mistrzostw świata w Oregon Convention Center w Portlandzie.
Tytuł mistrzowski obronili reprezentanci Stanów Zjednoczonych, czyniąc to po raz piąty z rzędu.
Ze względu na 7 zgłoszonych sztafet narodowych, do wyłonienia finałowej szóstki potrzebne były eliminacje, w których odpadli zawodnicy z Południowej Afryki.

## Rekordy
W poniższej tabeli przedstawiono (według stanu przed rozpoczęciem mistrzostw) halowe rekordy świata, poszczególnych kontynentów oraz halowych mistrzostw świata
|                                                        | Reprezentacja     | Wynik   | Miejsce  | Data               |
| ------------------------------------------------------ | ----------------- | ------- | -------- | ------------------ |
| Halowy rekord świata                                   | Stany Zjednoczone | 3:02,13 | Sopot    | 9 marca 2014(dts)  |
| Rekord halowych mistrzostw świata                      | Stany Zjednoczone | 3:02,13 | Sopot    | 9 marca 2014(dts)  |
| Halowy rekord Afryki                                   | Nigeria           | 3:07,95 | Sopot    | 8 marca 2014(dts)  |
| Halowy rekord Ameryki Południowej                      | Brazylia          | 3:10,50 | Paryż    | 8 marca 1997(dts)  |
| Halowy rekord Ameryki Północnej, Centralnej i Karaibów | Stany Zjednoczone | 3:02,13 | Sopot    | 9 marca 2014(dts)  |
| Halowy rekord Australii i Oceanii                      | Australia         | 3:08,49 | Sewilla  | 10 marca 1991(dts) |
| Halowy rekord Azji                                     | Japonia           | 3:05,90 | Maebashi | 6 marca 1999(dts)  |
| Halowy rekord Europy                                   | Belgia            | 3:02,87 | Praga    | 8 marca 2015(dts)  |

## Terminarz
| Data     | Godzina |            |
| -------- | ------- | ---------- |
| 19 marca | 12:40   | Eliminacje |
| 20 marca | 14:50   | Finał      |

## Rezultaty

### Eliminacje
Źródło: IAAF
| Pozycja | Bieg | Tor | Państwo           | Zawodnicy                                                          | Czas    | Uwagi |
| ------- | ---- | --- | ----------------- | ------------------------------------------------------------------ | ------- | ----- |
| 1.      | 2    | 2   | Stany Zjednoczone | Elvyonn Bailey, Calvin Smith, Christopher Giesting, Patrick Feeney | 3:05,41 | Q     |
| 2.      | 2    | 2   | Jamajka           | Ricardo Chambers, Dane Hyatt, Demish Gaye, Nathon Allen            | 3:07,30 | Q,    |
| 3.      | 1    | 1   | Belgia            | Dylan Borlée, Jonathan Borlée, Robin Vanderbemden, Kévin Borlée    | 3:07,39 | Q,    |
| 4.      | 1    | 1   | Bahamy            | Michael Mathieu, Shavez Hart, Ashley Riley, Chris Brown            | 3:07,55 | Q,    |
| 5.      | 1    | 1   | Trynidad i Tobago | Rondel Sorrillo, Jarrin Solomon, Ade Alleyne-Forte, Machel Cedenio | 3:07,83 | q,    |
| 6.      | 2    | 2   | Nigeria           | Chidi Okezie, Noah Akwu, Abiola Onakoya, Isah Salihu               | 3:07,98 | q,    |
| 7.      | 1    | 1   | Południowa Afryka | Thapelo Phora, Ofentse Mogawane, Jon Seeliger, Shaun de Jager      | 3:08,45 | NR    |

### Finał
Źródło: IAAF
| Pozycja | Tor | Państwo           | Zawodnicy                                                             | Czas    | Uwagi |
| ------- | --- | ----------------- | --------------------------------------------------------------------- | ------- | ----- |
| 01 !    | 5   | Stany Zjednoczone | Kyle Clemons, Calvin Smith, Christopher Giesting, Vernon Norwood      | 3:02,45 | WL    |
| 02 !    | 3   | Bahamy            | Michael Mathieu, Alonzo Russell, Shavez Hart, Chris Brown             | 3:04,75 | NR    |
| 03 !    | 1   | Trynidad i Tobago | Jarrin Solomon, Lalonde Gordon, Ade Alleyne-Forte, Deon Lendore       | 3:05,51 | NR    |
| 4.      | 4   | Jamajka           | Ricardo Chambers, Dane Hyatt, Demish Gaye, Fitzroy Dunkley            | 3:06,02 | SB    |
| 5.      | 2   | Nigeria           | Noah Akwu, Chidi Okezie, Abiola Onakoya, Samson Oghenewegba Nathaniel | 3:08,55 |       |
| 6.      | 6   | Belgia            | Dylan Borlée, Jonathan Borlée, Robin Vanderbemden, Kévin Borlée       | 3:09,71 |       |